# Johann Michael von Seuffert
Johann Michael von Seuffert (* 5. Januar 1765 in Würzburg; † 9. Mai 1829 ebenda) war ein deutscher Jurist und Politiker.

## Leben
Johann Michael von Seuffert war das fünfte Kind von Johann Georg Seuffert, Rittmeister im Dragonerregiment des fränkischen Kreises, der im Siebenjährigen Krieg in den fränkischen Adel erhoben wurde und dessen Ehefrau Margaretha, geb. Pfister. 
Er besuchte die Peterschule und das Gymnasium (heute: Wirsberg-Gymnasium) in Würzburg. Bevor er in Würzburg anfangs Philosophie und Mathematik, und später Rechtswissenschaften und die Sprachen Französisch, Italienisch und Englisch studierte, erhielt er ein Stipendium für das Internat Aufseesianum in Bamberg. Nach dem Studium an der Universität Würzburg wurde er 1786 vorzeitig zum Lizentiaten beider Rechte promoviert, hierbei verteidigte er den Streitsatz, dass jedem Volk das Recht zustehe, aus gerechten und zu Tage liegenden Gründen, beispielsweise wegen offener Verletzung der Grundgesetze, dem Fürsten die Majestätsrechte zu versagen und ihm den Gehorsam zu kündigen. Dieses wurde dem Landesfürsten mitgeteilt, allerdings verhängte dieser keine Strafe über ihn, sondern ließ sich die Inauguralabhandlung samt den Streitsätzen aushändigen und gewährte ihm Mittel zur Fortsetzung seiner Studien an der Universität Göttingen. Dort besuchte er die Vorlesungen bei Johann Stephan Pütter, Johann Friedrich Eberhard Böhmer, Christian Gottlob Heyne, Johann Christoph Gatterer, August Ludwig von Schlözer und Ludwig Timotheus Spittler. Kurze Zeit war er auch in praktischen Angelegenheiten am Reichskammergericht in Wetzlar tätig. Er erhielt eine Anstellung als Hofmeister und Kanzleirat für die Söhne des Grafen Hugo Damian Erwein von Schönborn-Wiesentheid und fand dort auf Schloss Weißenstein in Pommersfelden eine gut ausgestattete Bibliothek. In dieser Zeit erstellte er seine Abhandlung Von dem Rechte des peinlich Angeklagten, seinen Richter auszuschließen. 
1788 kehrte er nach Würzburg zurück und wurde zum Repetitor der Hofedelknaben ernannt und kurz darauf Gehilfe im kurfürstlichen Kabinett. Später erfolgte seine Berufung als außerordentlicher Professor der Rechtswissenschaft an die Universität Würzburg, dort hielt er Vorlesungen über juridische Enzyklopädie und deutsches Privatrecht.
1790 erschien die Geschichte des deutschen Adels in den Hohen Erz- und Domcapiteln, worin er die ausschließliche Überlassung der geistlichen Pfründe an den Adel lebhaft bekämpfte, sowie sein Schreiben Operae venatoriae ad territoriales quatenus referendae sind?, das wegen seiner freimütigen Sprache Aufsehen erregte und die Territorialität der Jagdfrohnen (Verpflichtung zu jagdlichen Diensten) angriff. Trotz dieser Schreiben, oder gerade deshalb, wurde er 1790 in das Geheime Kabinett des Fürstbischofs Franz Ludwig von Erthal berufen und 1792, unter Beibehaltung seiner Professur zum Wirklichen Hof- und Regierungsrat und darauf zum Geheimen Referendar ernannt und somit dessen engster Berater wurde. Er leitete in den folgenden Jahren sämtliche Geschäfte, die sonst den Wirkungskreis mehrerer Ministerien auszufüllen pflegten, besonders in der Zeit des zweiten Koalitionskrieges, als Fürstbischof Georg Karl von Fechenbach Würzburg verlassen musste und erst Ende April 1801 zurückkehren konnte. 
Er begleitete den Fürstbischof Georg Karl von Ferchenbach an die Höfe von Paris und Wien und beriet diesen in Fragen der bevorstehenden Säkularisation. Anlässlich des bevorstehenden Übergangs des Hochstift Würzburg an das Kurfürstentum Bayern, wurde er von den Bischöfen Georg Karl von Ferchenbach aus Würzburg, Christoph Franz von Buseck aus Bamberg, Karl Theodor von Dalberg aus Regensburg, Philipp Franz Wilderich Nepomuk von Walderdorf aus Speyer und Louis René Édouard de Rohan-Guéméné aus Straßburg darum gebeten, ihre Interessen beim Reichstag in Regensburg am 24. August 1802 zu vertreten.
Allerdings begannen die weltlichen Fürsten, die ihnen während der Tagung der Reichsdeputation zugesprochene Gebiete noch vor Erlass des Reichsdeputationshauptschlusses zu besetzen und so zog am 3. September 1802 eine bayrische Division in Würzburg ein.
Am 28. November 1802 dankte der Fürstbischof als weltlicher Fürst ab, blieb weiterhin Bischof der Diözese Würzburg.
Der maßgebliche Einfluss von Johann Michael von Seuffert wird in der Schrift Kurzer und treuer Abriß der seither geführten Staatsverwaltung im Hochstifte Würzburg dargestellt, die 1803 nach der Einverleibung Würzburgs durch das Kurfürstentum Bayern erstellt wurde und in der der letzte Fürstbischof mit Vorwürfen überhäuft wird, weil er die Regierung ganz und gar seinem Vertrauten Johann Michael von Seuffert, dem „ersten und letzten Director der Staatsmaschine“, überlassen habe. 
Nach der Übernahme durch Bayern ging er im Auftrag seines Herrn nach München, um mit dem Kurfürsten Maximilian I. Joseph in Schloss Nymphenburg und dem Ministerium wegen der Übernahme der fürstlichen Beamten und Diener zu verhandeln.
Er wurde durch den Kurfürsten Maximilian I. Joseph zunächst zum Mitglied der Hofkommission zur Neuordnung der Behörden, nach Beendigung dieser Arbeiten zum Präsidenten des Hofgerichts ernannt. Per Dekret vom 25. Dezember 1806 wurde er durch den neuen Landesherren des Großherzogtum Würzburg, Ferdinand III. aus der Toskana, zum Staatsrat und Präsidenten der Geheimen Hofkommission erhoben, so dass er wieder an der Spitze von Justiz und Verwaltung stand. 1810 erfolgte seine Beförderung zum Hofkommissar.
1814 fiel das Großherzogtum Würzburg wieder an das Königreich Bayern und Johann Michael von Seuffert wurde Hofgerichtspräsident und 1817 an die Spitze des Appellationsgerichts für den Untermainkreis gestellt. 
Er wurde im bayerischen Landtag während der Wahlperiode 1819–1825 zum 2. Landtagspräsidenten gewählt. 
1820 erfolgte die Ernennung zum Wirklichen Staatsrat in außerordentlichen Diensten. 
In Würzburg wurde er in das Kollegium der Gemeindebevollmächtigten gewählt. 
Johann Michael Seuffert war seit 1793 verheiratet mit Apollonia (* 2. November 1771 in Würzburg; † 29. Mai 1832 in München), eine Tochter des Würzburger Bürgermeisters Franz Joseph Oehninger (1749–1807). Ihre namentlich bekannten Kinder waren: 
- Georg Josef von Seuffert (1793–1864), Bezirksgerichtsdirektor, Ehrenbürger von Würzburg;
- Johann Adam von Seuffert  (* 15. März 1794 in Würzburg; † 8. Mai 1857 in München); Professor des Rechts an der Julius-Maximilians-Universität und später Appellationsgerichtsrat, Ehrenbürger in Würzburg;
- Georg Karl von Seuffert (* 15. Oktober 1800 in Würzburg; † 28. Dezember 1870), erster Präsident des in Nürnberg errichteten Handelsappellationsgerichts für die sieben diesrheinischen Kreise Bayerns[7] und Ehrenbürger von Schweinfurt;
- Dorothea von Seuffert (* 14. Mai 1807; † 19. Februar 1873 in München), verheiratet mit Heinrich Gustav Christoph Freiherr von Drechsel auf Teuffstetten (1806–1889), königlich-bayerischer Oberstleutnant.

Johann Michael von Seuffert fand auf dem Würzburger Hauptfriedhof seine letzte Ruhe. 

## Ehrungen
- Nach Johann Michael von Seuffert wurde im Würzburger Stadtbezirk Frauenland die Seuffertstrasse benannt.
- 1819 erhielt er das Recht unter seinen Söhnen zwei Ehrenbürger zu bestimmen.[8][9]

## Schriften (Auswahl)
- Von dem Rechte des peinlich angeklagten, seinen Richter auszuschliessen, aus dem Gesichtspunkte der gesetzgeberischen Klugheit: eine Abhandlung Von dem Rechte des peinlich angeklagten, seinen Richter auszuschliessen, aus dem Gesichtspunkte der gesetzgeberischen Klugheit: eine Abhandlung. Nürnberg Felseckersche Buchhandlung 1787.
- Ueber die Aufstellung größerer Staatenmassen in Teutschland statt der vielen kleineren, und Organisirung derselben nach dem Geiste des Zeitalters. Leipzig 1799
- J.M. Seuffert's der Philosophie Doctors, der Rechte Licentiaten, der juristischen Encyclopädie, und des teutschen Privatrechts auf der Juliusuniversität zu Wirzburg Professors, des königlich Grosbrittannischen historischen Instituts zu Göttingen Correspondenten Versuch einer Geschichte des teutschen Adels in den hohen Erz- und Domcapiteln: nebst einigen Bemerkungen über das ausschließende Recht desselben auf Dompräbenden. Frankfurt am Main: Andreäische Buchhandlung, 1790.
- Von dem Verhältnisse des Staats und der Diener des Staats gegeneinander im rechtlichen und politischen Verstande. Würzburg: Rienner, 1793.
- Otto Philipp Groß von und zu Trockau; Johann Michael Seuffert: Uebersicht der dem Hochstifte Würzburg von den königlich Preußischen Fürstenthümern in Franken zugefügten Beeinträchtigungen: nebst einem Schreiben Sr. Hochfürstl. Gnaden zu Würzburg an den königl. Preußischen Minister Freyherrn von Hardenberg de dato Werneck den 12ten August 1797. Würzburg: 1798.
- Rechtfertigung des Versuchs einer doctrinellen Auslegung des siebenten Friedensartikels von Lüneville: Gegen den Versuch einer natürlichen Erklärung des besagten Friedensartikels. Germanien, 1801.
- Der siebente Artikel des Frieden von Lüneville bedarf allerdings einer Auslegung: ein Nachtrag zu dem Versuch. einer doktrn. Ausl. des siebenten Friedensartik. von Lüneburg. Germanien 1803
- Wilhelm Joseph Behr (Bürgermeister); Johann Michael Seuffert: Trauerrede am Grabe des Herrn Staatsraths und Präsidenten von Seuffert. Würzburg 1829.
- Gudrun Götz: Johann Michael von Seuffert: vom aufgeklärten Staatsmann zum bayer. Parlamentarier. Würzburg, Univ., Magisterarbeit 1986
- Dieter Schäfer: Johann Michael von Seuffert: 1765-1829. Porträt-Artikel 1990.
- Beate Kann: Würzburgs Ehrenbürger 1819 bis 1837: Johann Michael von Seuffert, Georg Josef Seuffert, Johann Adam von Seuffert, Wilhelm Joseph Behr, Rudolf Graf von Rechteren-Limpurg, Arnold Friedrich Ritter von Mieg, Dr. Johann Lukas Schönlein, Georg Thomas Haaf; eine Ausstellung des Stadtarchivs Würzburg; Wechselausstellungen Dezember 1993 bis Mai 1994. Würzburg  Stadtarchiv Würzburg, 1993.